# Wolf Emil von Gersdorff
Wolf Emil von Gersdorff (* 16. März 1817 in Nieder-Strahwalde (bei Löbau); † 6. November 1885 in Görlitz) war ein deutscher Rittergutsbesitzer, Landschaftsdirektor, Verwaltungsbeamter und Landrat.

## Leben
Wolf Emil von Gersdorff war der älteste Sohn des königlich-sächsischen Rittmeisters Rudolf Ferdinand von Gersdorff (1789–1854), Besitzer von Nieder-Strahwalde, und seiner zweiten Ehefrau Karoline Mathilde von Gersdorff (1785–1841), welcher nach dem Tod seiner zweiten Ehefrau die Schwester dieser heiratete. Seine Mutter war die Tochter von Wolf Christian Ludwig von Gersdorff (1765–1832), dem ersten Landrat des preußischen Kreises Görlitz.
Wolf Emil von Gersdorff wuchs in Rothenburg auf, wo sein Vater nach dem Verkauf des Gutes Nieder-Strahwalde das Gut Sänitz gekauft hatte. Von seinem sechsten bis neunten Lebensjahr besuchte er die Knabenanstalt in Niesky und wurde anschließend durch Hauslehrer unterrichtet. Nach einer Konfirmation trat er am 30. April 1832 in das Gymnasium in Görlitz ein und blieb dort in der Unterprima bis Ostern 1833.
Von Gersdorff trat am 4. Dezember 1834 in Berlin als Avantageur in das 2. Garde-Regiment zu Fuß ein. Hier wurde er am 16. Januar 1837 als Sekondleutnant aggregiert. Am 18. Januar 1841 trat er mit seiner Beurlaubung, um welche er im Zuge seiner beabsichtigten Vermählung gebeten hatte, in das 3. Garde-Landwehr-Regiment über und blieb hier für vier Jahre. 1851 erfolgte seine Beförderung zum Premierleutnant und zwei Jahre später zum Hauptmann im 2. Aufgebot des 1. Bataillons der 3. Garde-Landwehr-Regiments. Als Kompanieführer im 8. Garde-Garnison-Bataillon nahm er am Deutsch-Französischen Krieg 1870/71 teil. Den Charakter als Major erhielt er am 21. September 1871 im 1. Westpreußischen Landwehr-Regiment Nr. 6 verliehen. Am 1. Januar 1873 wechselt er in das 2. Garde-Landwehr-Regiment. Zum 15. Juli 1875 wurde sein Abschied aus dem Militär bewilligt.
Nach seiner Beurlaubung aus dem aktiven Dienst 1841 pachtete er von seinem Vater das Rittergut Ober-Heidersdorf (Kreis Lauban). Kurze Zeit später kaufte er das Rittergut Ober-Gerlachsheim, ebenfalls im Kreis Lauban. Ab 1845 war er Herr auf Ober Kosel und Nieder Kosel. Ober-Gerlachsheim verkaufte er wieder und gab 1850 auch Nieder Kosel wieder ab.
1848 wurde er in das Ehrenamt als Landesältester des Kreises Rothenburg gewählt und blieb dies bis zu seiner Wahl zum Landschaftsdirektor der Görlitzer Fürstentumslandschaft. Am 2. Dezember 1861 wurde er auf Vorschlag des Kreistags des Rothenburger Kreises zum Landrat ernannt und blieb dies bis kurz vor seinem Tod 1884. Für die Wahlperiode ab 1882 war er für den Wahlkreis Rothenburg Mitglied des Provinziallandtags der Provinz Schlesien.
Im Juni 1869 wurde er als Ehrenritter (Verleihung 1858) zum Rechtsritter des Johanniterordens ernannt. Er wurde u. a. mit dem Roten Adlerorden III. Klasse mit der Schleife (Verleihung 1870) und dem Königlichen Kronen-Orden III. Klasse (Verleihung 1877) ausgezeichnet.
Am 19. Mai 1841 heiratete er in Ervestseer in Livland Luise Gertrud Eleonore Freiin von Ungern-Sternberg. Mit ihr hatte er 14 Kinder, wovon 9 die Kindheit überlebten. 1885 erkrankte er an einem Leberleiden, sodass er als Landrat seinen Abschied einreichen musste, welcher zum 10. August 1885 unter Verleihung des Charakters als Geheimer Regierungsrat bewilligt wurde. Wenige Tage zuvor, am 5. August 1885, war sein Schwiegersohn Hans Georg von Nostitz als Kommandant der Stosch auf der Fahrt von Mauritius nach Sansibar verstorben. Ab Oktober 1885 verschlechterte sich der Gesundheitszustand von Gersdorffs und er starb Anfang November des gleichen Jahres in Görlitz.